# Кіор Валерій Іванович
Валерій Іванович Кіор (8 жовтня 1951, смт Старий Крим, нині Маріупольська міська громада, Донецька обл. — 6 липня 2023, там само) — поет, літературознавець, перекладач, громадський діяч урумського походження. Член Національної спілки письменників України (1992). Лауреат Премії імені Максима Рильського (2020). Засновник сучасної урумської літератури.

## Життєпис
Валерій Іванович Кіор народився 8 жовтня 1951 року в селищі Старий Крим, що поблизу Маріуполя, у родині робітника.
Закінчив філологічний факультет (1978) та аспірантуру Донецького національного університету за спеціальністю «Російська мова та література» (1984).
Працював на заводах імені Ілліча та «Важмаш» (Маріуполь).
Від 1979 року — викладач у Приазовському державному технічному університеті. У 1984—1990 роках був завідувачем кафедри російської літератури — єдиним греком в СРСР на такій посаді. 2007—2009 рр. — завідувач кафедри російської мови як іноземної.
Активно займався громадською роботою: був членом ради та заступником голови Маріупольського товариства греків. Брав участь в роботі Старокримського селищного товариства греків, 
Заснував у своєму рідному селищі факультатив урумської мови. 
Помер 6 липня 2023 року в окупованому селищі Старий Крим біля Маріуполя. 

## Творчість
Валерій Кіор почав писати вірші ще в шкільні роки. Дебютував як поет 1974 року в газеті «Ждановский машиностроитель». Був членом літературного об'єднання «Азов'є» при редакції газети «Приазовский рабочий».
Засновник сучасної урумської літератури — першим серед греків Приазов'я почав писати урумською мовою.
Писав також російською та українською мовами.
Автор збірок віршів  «Хасевет йазмахлары» («Сумні листи»,1990), «Потерять и найти» («Втратити і знайти»,1997), «Плач плачей, или Книга невыплаканных слёз» («Плач плачів, або книга невиплаканих сліз», 2001), «Мартиролог любви и скорби» («Мартиролог любові і скорботи», 2016), «Одиночная камера».
Літературні статті і рецензії друкувалися в газеті «Літературна Україна», журналах «Донбас», «Литературное обозрение», «Нева», в збірнику наукових праць «Витоки» видана наукова монографія «Все — в поняттях людини».
Протягом багатьох років Валерій Кіор вів передачу «Ана сёзю» («Рідне слово») на міському радіо Маріуполя. Працював головним редактором на телебаченні «Гюнеш» селища Старий Крим — першому грецькому телеканалі в Україні.
У співавторстві з М. Чапні переклав з новогрецької на російську мову книгу віршів грецького дипломата і поета Ніколаоса Мациса «Азофики-Азовье».
Один із співавторів видання «Українсько-румейсько-урумський словник-розмовник».
Валерій Кіор переклав перше видання «Кобзаря» Тараса Шевченка 1840 року грецькою (урумською) мовою. Донецька обласна організація Національної спілки письменників та Федерація грецьких товариств України висунули це видання на здобуття Премії імені Максима Рильського 2020 року. Валерій Кіор отримав цю високу відзнаку в номінації «За переклад творів українських класиків та сучасних авторів мовами народів світу».
Окремі твори поета перекладено українською, грузинською, узбецькою, турецькою мовами. На низку його віршів написано музику.